# Darius Carter
Darius Carter (Akron, 15 ottobre 1992) è un cestista statunitense.